# Thierry Steinmetz
Thierry Steinmetz (Creutzwald, 9 luglio 1983) è un ex calciatore francese, di ruolo centrocampista.

## Caratteristiche tecniche
È un trequartista.

## Palmarès

### Club

#### Competizioni nazionali
- Campionato lussemburghese: 1

F91 Dudelange: 2013-2014